# Ninja Gaiden
Ninja Gaiden (japanisch 忍者外伝, deutsch: „Ninja-Nebengeschichte“) ist eine Videospielreihe des japanischen Spieleentwicklers Tecmo. 1988 erschien zunächst in Japan das Arcade-Spiel Ninja Ryūkenden (忍者龍剣伝; in Europa und Australien als Shadow Warriors bekannt), das als einziges Spiel der Reihe ein Beat ’em up darstellt. Jedoch war das Arcade-Spiel weniger erfolgreich als die eigentliche Serie, die insbesondere für das Nintendo Entertainment System (NES) erschien und zum Genre des Actionspiels zählt.
Weltweit wurden insgesamt drei Ninja-Gaiden-Spiele für das NES-System veröffentlicht. 1995 erschien eine Spielesammlung für das Super Nintendo Entertainment System. Im Jahr 2004 belebte die Tecmo-Entwicklungsabteilung Team Ninja die Ninja-Gaiden-Reihe wieder und schuf ein Actionspiel, das von vielen Kritikern gelobt wurde. Des Weiteren erschienen mehrere Updates und eine Erweiterung unter dem Titel Ninja Gaiden Black. 2007 wurde das Actionspiel Ninja Gaiden Sigma für die PlayStation 3 veröffentlicht.

## Allgemein

### Spielprinzip
Die beiden Ninja-Gaiden-Generationen unterscheiden sich sehr in Bezug auf die Aufgabenstellung. In der ursprünglichen Ninja-Gaiden-Reihe steuert der Spieler die Spielfigur durch einen Level und bekämpft die anwesenden Gegner. Die ersten Episoden der Ninja-Gaiden-Reihe zählen zu den Side-Scrollern. Die Spielfigur wird von links nach rechts durch den Level bewegt. Am Ende eines Levels muss oftmals ein Endgegner besiegt werden, bevor der nächste Level erreicht wird. Im Gegensatz zu den normalen Gegnern im Spielverlauf sind die Endgegner nur mit einer bestimmten Vorgehensweise besiegbar.
Das im Jahr 2004 erschienene Ninja Gaiden für die Xbox hat das Spielprinzip der Vorgänger durch neue Aufgabenbereiche erweitert. Die Spielfigur muss durch das Bestätigen der jeweiligen Tasten bestimmte Sprünge machen oder Felsvorsprünge erklimmen. Des Weiteren können manche Spielpassagen nur durch das richtige Timing erfolgreich passiert werden. Deshalb wird die neue Generation der Ninja-Gaiden-Reihe dem Genre des Action-Adventure zugeordnet. Der Adventure-Anteil im Spiel wurde hingegen bewusst gering gehalten, da die Entwickler die Actionpassagen mehr hervorheben wollten. Die Ninja-Gaiden-Spiele der neuen Generation werden in einer 3D-Grafik präsentiert.

### Das Kampfsystem
Die Angriffstechniken des Protagonisten sind in den ersten drei Spielen der Ninja-Gaiden-Reihe begrenzt. Der Protagonist kann mit Nahkampfwaffen wie dem Schwert den Gegner besiegen und Power-Ups einsammeln, die in den Leveln verteilt sind und dem Spieler eine besondere Fähigkeit verleihen oder ihn heilen. Des Weiteren kann der Spieler mit Distanzwaffen wie Wurfsternen (Shuriken) einen Gegner aus der Entfernung beschießen, jedoch machen sie weniger Schaden als Nahkampfwaffen.
In dem gleichnamigen Xbox-Spiel sind einige neue Bewegungsmanöver und Angriffstechniken hinzugefügt worden. Der Protagonist kann an Wänden entlanglaufen und bestimmte Orte erreichen oder Abgründe überwinden. Wenn der Protagonist eine Wand senkrecht hoch läuft, kann er in der Drehung einen Angriff auf den Gegner starten. Des Weiteren gibt es in dem Xbox-Spiel einige Passagen, die der Protagonist nur durch Schwimmen erreicht. Nach dem Kampf hinterlassen die besiegten Gegner immer eine bestimmte Anzahl an Energie, das sogenannte Fluidum. Es gibt insgesamt drei verschiedene Arten von Fluidum, die in unterschiedlichen Mengen freigegeben werden. Das gelbe Fluidum ist die inoffizielle Währung im Spiel und kann für Ausrüstung und Gegenstände ausgegeben werden. Das blaue Fluidum verbessert die Gesundheit des Protagonisten und das rote Fluidum verstärkt die Ki-Anzeige (Ki = mentale Kraft des Protagonisten).

### Der Protagonist

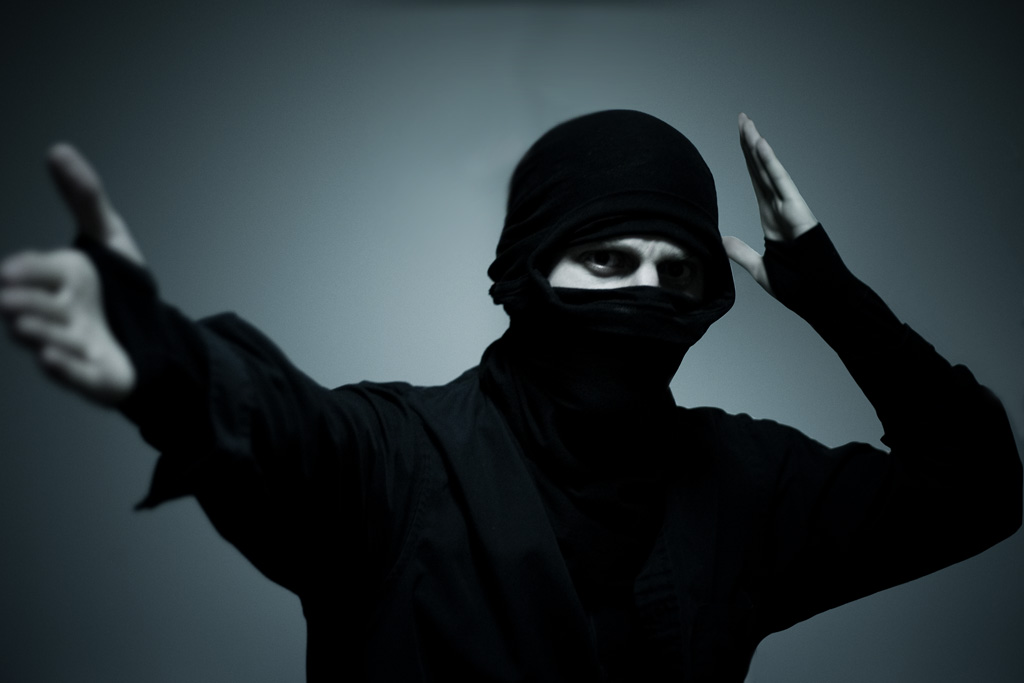
Ein Ninja

Der japanische Ninja Ryu Hayabusa (jap.: リュウ・ハヤブサ Ryū Hayabusa) ist der Protagonist der Ninja-Gaiden-Reihe, der von Tecmo für ihr erstes Ninja-Gaiden-Spiel konzipiert wurde. Nach dem Erfolg der Arcade-Version wurde die Spielfigur in den späteren Spielen beibehalten. In den ersten drei Spielen der Reihe wird die Geschichte von Ryu Hayabusa in gezeichneten Kurzsequenzen dargestellt. In dem gleichnamigen Xbox-Spiel wird die Handlung um einige Aspekte erweitert. Die Entwickler haben sich hierbei mehr auf die Persönlichkeit von Ryu Hayabusa konzentriert.
Ryu Hayabusa wird als Nachkomme der Drachendynastie und Mitglied des Hayabusa-Clans bezeichnet. Der Hayabusa-Clan lebt seit einigen Generationen in einem kleinen japanischen Dorf. Als sein Vater Joe Hayabusa das Dorf auf unbestimmte Zeit verlässt, bekommt Ryu das antike Drachenschwert anvertraut. Mit diesem Schwert kann Ryu Hayabusa die Gegner und Dämonen besiegen. Im Verlauf der Ninja-Gaiden-Reihe trifft Ryu zahlreiche Charaktere, die ihm beim Kampf gegen die bösen Mächte unterstützen.
Der Protagonist Ryu Hayabusa ist außerdem seit dem Jahr 1996 ein spielbarer Charakter in der Beat-’em-up-Reihe Dead or Alive. In dieser Reihe werden die spielbaren Charaktere mit persönlichen Daten versehen. Demnach ist Ryu Hayabusa ein 23-jähriger Kramladenbesitzer, der an dem Turnier teilnimmt, weil Hayate (siehe Charakter-Abschnitt in Dead or Alive) verschwunden ist. Des Weiteren soll Ryu 1,79 Meter groß sein und 78 kg wiegen.

### Ähnliche Spiele
Das Originalspiel Ninja Gaiden aus dem Jahr 1988 wurde von der steigenden Ninja-Popularität der späten 1980er-Jahre beeinflusst. Im Jahr 1987 erschienen Shinobi von Sega und The Last Ninja als Arcade-Spiel in japanischen Spielhallen. Diese beiden Spiele bieten ein ähnliches Spielprinzip wie Ninja Gaiden. In den genannten Spielen steuert der Spieler die Spielfigur durch einen Level und bekämpft die im Level verteilten Gegner. Des Weiteren kann man in jedem dieser Spiele Angriffswaffen wie Shuriken benutzen. Im Jahr 1998 erschien der erste Teil der beliebten Tenchu-Reihe unter dem Titel Tenchu: Stealth Assassins in Deutschland. Dieses Ninja-Spiel hat das Konzept der anderen Ninja-Spiele durch einen weiteren Aspekt erweitert. Der Spieler muss einen der beiden spielbaren Protagonisten heimlich durch Gebiete steuern und Aufträge erfüllen.

## Spieleübersicht
- Ninja Gaiden (1988, Arcade)
- Ninja Gaiden (1988, NES, PlayChoice-10, MS-DOS, PC Engine, Game Gear, Lynx, Master System, Virtual Console)
- Ninja Gaiden 2: The Dark Sword of Chaos (1990, NES, Amiga, MS-DOS, Virtual Console)
- Ninja Gaiden 3: The Acientship of Doom (1991, NES, Lynx, Virtual Console)
- Ninja Gaiden Shadow (1991, Game Boy, Atari ST usw.)
- Ninja Gaiden (1991, Game Gear)
- Ninja Gaiden (1992, Master System)
- Ninja Gaiden (Beta) (1992, Mega Drive)
- Ninja Gaiden Trilogy (1995, SNES)
- Ninja Gaiden (2004, Xbox)
- Ninja Gaiden Black (2005, Xbox)
- Ninja Gaiden Sigma (2007, PlayStation 3)
- Ninja Gaiden 2 (2008, Xbox 360)
- Ninja Gaiden: Dragon Sword (2008, Nintendo DS)
- Ninja Gaiden Sigma 2 (2009, PlayStation 3)
- Ninja Gaiden Sigma Plus (2012, PlayStation Vita)
- Ninja Gaiden 3 (2012, PlayStation 3, Xbox 360)
- Ninja Gaiden 3: Razor’s Edge (2013, Wii U, PlayStation 3, Xbox 360)
- Yaiba Ninja Gaiden Z (2014, PlayStation 3, Xbox 360, PC)

## Arcade-Versionen
Die Arcade-Version von Ninja Gaiden enthält einige Unterschiede zu den Konsolenversionen. Der Spieler steuert in der Arcade-Version einen unbekannten Protagonisten durch verschiedene Regionen der USA (so z. B. San Francisco, New York City oder Las Vegas). Das Spielprinzip kann mit der Beat-’em-up-Reihe Double Dragon verglichen werden. Der 32-Bit-Prozessor Motorola 68000 wurde als Haupt-CPU für die Arcade-Versionen verwendet. Die Farbpalette bestand aus 4096 Farben. Die PlayChoice-10-Versionen sind jedoch identisch mit den entsprechenden NES-Versionen.

## NES-Trilogie

### Ninja Gaiden
Im Jahr 1989 erschien in den USA das Actionspiel Ninja Gaiden (in Europa unter dem Spieltitel Shadow Warriors bekannt) für zahlreiche Konsolen (Game Gear, Sega Master System). Im September 1988 veröffentlichte Tecmo das Spiel unter dem Spieltitel Ninja Ryukenden (jap.: 忍者龍剣伝 Ninja Ryūkenden) in Japan. Ninja Gaiden wurde später beibehalten, da die Entwickler der Ansicht waren, dass der Begriff Gaiden außerhalb Japans einfacher auszusprechen sei.
Tecmo wollte das Spiel unter dem Spieltitel Ninja Dragon in den USA veröffentlichen. Diese Idee wurde jedoch verworfen, da das Arcade-Spiel Bad Dudes vs. Dragon Ninja einen ähnlichen Titel vorweisen konnte. Einige Spielelemente wie das Intro oder Bossgegner (Bloody Malth) wurden in den NES-Versionen übernommen.
In der NES-Version übernimmt der Spieler die Rolle des Protagonisten Ryu Hayabusa. Der Ninja Joe Hayabusa wird in einer Auseinandersetzung mit einem Gegner verletzt. Er hinterlässt seinem Sohn Ryu Hayabusa einen Brief und das antike Drachenschwert. Ryu muss daraufhin in die USA reisen und sich dort mit dem Archäologen Walter Smith treffen. Am Ende des ersten Aktes trifft Ryu auf die CIA-Agentin Irene Lew, die ihm bei einigen Levels hilft. Als Ryu die letzten Endgegner Jaquio und dessen Dämonen besiegt, hält er seinen sterbenden Vater in den Händen. Daraufhin verlässt er den einstürzenden Tempel und steht mit Irene auf einem Gipfel.
In der oberen Bildschirmhälfte findet man mehrere Anzeigen sowie Balken. Der Ninja-Balken zeigt in Strichform die Lebensanzeige des Protagonisten an. Jeder Level besitzt ein bestimmtes Zeitlimit, das den Spieler unter Druck setzen soll. Sobald diese Timer-Anzeige abgelaufen ist, muss man den jeweiligen Level von neu beginnen. Der Spieler erhält durch das Besiegen der Gegner Punkte, die man sich in der Score-Anzeige ansehen kann. Im weiteren Spielverlauf sammelt der Spieler zahlreiche Power-Ups ein, die einen bestimmten Effekt erzielen. Außerdem kann die Spielfigur Ryu mit sogenannten Ninpos magische Angriffe auf den Gegner bewirken. Die Handlung des Spieles wird in Cutszenen präsentiert.
Das Spiel wurde im August 2001 von den Lesern des Videospielmagazins Game Informer auf Platz 93 der „besten Videospiele aller Zeiten“ gewählt. Die Leser der amerikanischen Videospiel-Seite Joystiq haben das Originalspiel aus dem Jahr 1989 auf den zehnten Platz der beliebtesten NES-Spiele gewählt. Die amerikanische Zeitschrift Nintendo Power veröffentlichte im Dezember 2005 einen Artikel, in dem die 200 besten Nintendo-Spiele gesucht wurden. Die Redakteure dieses Magazins haben alle vorhandenen Nintendo-Systeme berücksichtigt. In der Abstimmung wurde der erste Teil der Ninja-Gaiden-Serie auf den 89. Platz gewählt.
Das britische Spielemagazin Mean Machines bewertete das Spiel mit 90 %. Hierbei wurden vor allem die „guten Animationen“ und die „Atmosphäre“ gelobt. Auch das anerkannte Spieleportal IGN.com hat das Spiel mit 90 von möglichen 100 Punkten bewertet. Hierbei wurde die Wii-Version getestet, die man für 500 Wii-Punkte (umgerechnet 5 €) herunterladen kann. Im Gegensatz zu diesen positiven Reaktionen gab es auch Kritiker, die das Spiel wegen der „fehlenden Abwechslung“ als „dumpf-dümmliche Dutzendprügelei“ bezeichnen: „Aber die dumpf-dümmliche Dutzendprügelei ist in etwa so spannungsgeladen wie ein Besuch beim Finanzamt. Da nützen auch kleine Feinheiten wie das gewitzte Extrasystem und kleine Geschicklichkeitseinlagen (Ninja hangelt über einen Abgrund) nicht mehr viel. Beinharte Fans fernöstlicher Prügelspiele kommen sicher auf ihre Kosten.“

### Ninja Gaiden II: The Dark Sword of Chaos
Ninja Gaiden II: The Dark Sword of Chaos erschien im Jahr 1990 für das NES und den PC. Das Spiel wurde unter dem Spieltitel Ninja Ryukenden 2: Ankoku no Jashin Ken (japanisch 忍者龍剣伝II) in Japan veröffentlicht.
Tecmo verbesserte die Grafik-Engine und versah das Spiel mit einigen neuen Effekten. Dem Spieler stehen 13 unterschiedliche Levels zur Auswahl (so z. B. The Road to Lahja). Die Anzeigen und Balken in der oberen Bildschirmhälfte blieben unverändert. Das Spielprinzip veränderte sich im Vergleich zum Vorgänger etwas. Der Hauptcharakter kann nun mit bestimmten Spezialattacken die Gegner bekämpfen. Jeder dieser insgesamt fünf Spezialattacken (u. a. die Fire Dragon Balls) wird durch eine Tastenkombination ausgelöst. Die Spielfigur kann nun durch das Bestätigen der Richtungstasten eine Wand hoch- beziehungsweise herunterklettern. Außerdem kann der Spieler den Hauptcharakter Ryu in drei Körperhälften teilen, indem man die orangefarbenen Items (auch als „Split Clones“ bezeichnet) aufnimmt. Der Klon folgt der Spielfigur bis zum Ende eines Levels und kopiert die Bewegungsabläufe. Die Klone können der Spielfigur im Kampf gegen Endgegner sehr nützlich sein, da sie gegen Angriffe immun sind.
Das Spiel setzt den Handlungsverlauf des Vorgängers fort. Während einer stürmischen Nacht lernt der Spieler Ashtar, den Auftraggeber von Jaquio, kennen. Ein Jahr später wird Ryu von einem unbekannten Mann attackiert. Nachdem er durch die vielen Angriffe der Klone bewusstlos wird, findet er sich auf einer Bahnstation wieder. Ryu erfährt, dass die CIA-Agentin Irene Lew von dem Monster Ashtar entführt wurde. Er begibt sich zu dem Ort „Tower of Lahja“ und beschließt seine Freundin zu retten und das Drachenschwert zu zerstören.
Die Fortsetzung wurde von dem Chefredakteur des Spielmagazines EGM (Electronic Gaming Monthly) mit dem Testurteil „Exzellent“ bewertet. Der Redakteur lobt vor allem die hohe Anzahl an Levels und den spannenden Spielverlauf: „Obwohl einige Power-ups fehlen, ist das Spiel von Beginn bis zum Ende großartig“.

### Ninja Gaiden III: The Ancient Ship of Doom
Der letzte Teil der NES-Trilogie erschien im Jahr 1991 unter dem Spieltitel Ninja Gaiden III: The Ancient Ship of Doom in den USA. In Japan wurde das Actionspiel unter dem Spieltitel Ninja Ryukenden 3: Yomi no Hakobune (japanisch 忍者龍剣伝III) veröffentlicht. Im selben Jahr erschien eine Portierung für den Handheld Atari Lynx, die identisch zur Originalversion war.
Das Spielprinzip wurde beibehalten und mit einigen Neuerungen ergänzt. In einigen Levelabschnitten kann der Spieler seine Spielfigur in die vertikale Richtung (von unten nach oben) steuern. Diese Neuerung wurde von vielen Käufern kritisiert, weil die Levels dadurch etwas unübersichtlich wirken sollen.
Der Schwierigkeitsgrad wurde im Vergleich zum Vorgänger erhöht. Dem Spieler stehen nur eine begrenzte Anzahl an Continues zur Verfügung. Die Gegnertypen reagieren aggressiver sowie intelligenter auf die Spielfigur. Die japanische Version von Ninja Gaiden III bietet dem Spieler neben weiteren Continues und einer dezimierten Gegneranzahl in den Levels ein „password feature“. Nach jedem bestandenen Level erhält der Spieler ein Passwort. Dieses Passwort kann in einem Menüpunkt eingegeben werden, sodass der Spieler in den gewünschten Level gelangt.
Die Handlung beginnt mit einer Verfolgung der Agentin Irene Lew und einem unbekannten Ninja, der sich als Ryu ausgibt. Während dieser Auseinandersetzung fällt Irene einen Gipfel hinunter und stirbt. Ryu findet daraufhin heraus, dass er für den Tod von Irene verantwortlich gemacht wird. In einer alten Fabrik trifft er auf seltsame Kreaturen, die dem Menschen ähnlich scheinen. Im Kontrollraum entdeckt ihn eine unbekannte Person, die ihm erklärt, dass er sich an den Ort „Castle Rock Fortress“ begeben soll. Währenddessen erscheint in einem anderen Raum ein Bild von Foster, der ihm erklärt, dass es bisher noch niemand geschafft hat, diesen Ort zu verlassen.
Die Redakteure des Magazines Electronic Gaming Monthly gaben dem Spiel als Testurteil ein „Gut“. Sie lobten vor allem die grafische Darstellung und die Akustik des Spieles. Als Kritikpunkt wurde vor allem der Schwierigkeitsgrad angesehen: „Ich mag besonders die neuen Power-ups und die frischen Levels. Mit nur drei Continues ist es schwer.“

## Ninja Gaiden: Shadow
Ninja Gaiden: Shadow erschien im Jahr 1991 für den Game Boy (in Europa als „Shadow Warriors“) und diverse Heimcomputer (u. a. Atari ST). Zunächst war es als Portierung des NES-Titels „Shadow of the Ninja“ gedacht. Tecmo sicherte sich von dem japanischen Entwickler Natsume die Rechte und ergänzte das bereits vorhandene Spiel mit den bekannten Charakteren und Funktionen aus der Ninja-Gaiden-Reihe.
Garuda ist in der Metropole New York City für die Angst und den Chaos der Menschheit verantwortlich. Der sechzehnjährige Ninja Ryu Hayabusa muss sich durch insgesamt sechs Levels kämpfen und Garuda besiegen. Der Spieler kämpft in diesem Beat ’em up gegen zahlreiche Gegner, die ihn allein oder in Gruppen attackieren. Der Spieler kann nur die üblichen Aktionen „Treten“, „Schlagen“ und „Springen“ im Spiel durchführen. Am Ende jedes Levelabschnitts gibt es immer eine sogenannte „Highscore-Liste“, die dem Spieler anzeigt, wie viele Gegner er in einem bestimmten Zeitraum besiegt hat.
Die Spielfunktionen wurden im Vergleich zu den NES-Versionen reduziert. Der Protagonist kann nur eine Spezialattacke (Fire Wheel) ausführen und besitzt eine reduzierte Anzahl an Lebenseinheiten. Shadow Warriors wurde von den meisten namhaften Magazinen als ein „solides Actionspiel“ bezeichnet. Das deutsche Spielemagazin Amiga Joker veröffentlichte im Jahr 1990 das folgende Testurteil: „Was bleibt, ist eine solide Bildschirmprügelei, die den Highlights des Genres wie z. B. ‚Double Dragon II‘ den Rang wohl nicht ablaufen wird. Aber wer die alte Zocker-Weisheit ‚Antesten vor Kaufen‘ berücksichtigt, kann eigentlich nichts falsch machen.“

## Ninja Gaiden Trilogy
Die Ninja Gaiden Trilogy erschien im Jahr 1995 für das Super Nintendo Entertainment System. Diese Sammlung beinhaltet die ersten drei NES-Spiele der Ninja-Gaiden-Reihe. Die grafische Qualität und das Spielprinzip wurden gegenüber den Originalversionen nur dezent verändert. Zu den spielerischen Änderungen zählen die hinzugefügte Passwortfunktion und die verbesserten Zwischensequenzen. Viele Redakteure waren von dieser Sammlung „enttäuscht“, da diese nur die bereits bekannten Ninja-Gaiden-Spiele beinhaltete. Ein Redakteur des Magazines Electronic Gaming Monthly schrieb folgendes Urteil: „Okay das klassische NES-Spiel von Ninja Gaiden hat einigen Spaß zurückgebracht, aber ich wünschte mir sehr, sie hätten das Spiel eher geändert als eine Portierung gemacht.“

## Ninja Gaiden für Sega-Konsolen
Der japanische Spieleentwickler Sega entwickelte mit der offiziellen Lizenz von Tecmo drei eigenständige Versionen für ihre Konsolen. Ninja Gaiden für den Sega Game Gear aus dem Jahr 1991 ähnelt spielerisch den NES-Versionen, bietet aber komplett andere Levels. Ninja Gaiden für das Sega Master System aus dem Jahr 1992 entspricht spielerisch ebenfalls größtenteils der NES-Trilogie, bietet jedoch eine verbesserte Grafik und eine neue Handlung. Es existiert in Japan eine sehr seltene Sega-Mega-Drive-Version (1992), die sich spielerisch zwar an das Arcade-Original anlehnt, allerdings komplett andere Grafiken und Levels bietet.

## Neue Ninja-Gaiden-Generation

### Ninja Gaiden
Ninja Gaiden wurde am 3. Mai 2004 exklusiv für Xbox veröffentlicht. Hierbei handelt es sich nicht um ein Remake des Originals, sondern um ein eigenständiges Actionspiel. Das Spielprinzip ist im Vergleich zu den NES-Episoden gleich geblieben. Der Spieler steuert den Protagonisten Ryu Hayabusa durch 16 unterschiedliche Levels und bekämpft verschiedene Arten von Gegnern beziehungsweise Endgegnern. Der japanische Entwickler Tomonobu Itagaki war an der Entwicklung des Spieles beteiligt.
Im Jahr 1999 wurde das Spiel unter dem Projekttitel „Next-Generation Ninja Gaiden Project“ für das Sega-NAOMI-System angekündigt. Das Spiel wurde in der Entwicklungsphase mehrfach verschoben und für unterschiedliche Konsolen (Sega Dreamcast, PlayStation 2) entwickelt. Im Jahr 2001 gab Tecmo bekannt, dass das Spiel exklusiv für die Xbox erscheint. Tecmo war bei diesem Teil der Reihe ausschließlich für den Vertrieb verantwortlich, die Entwicklung übernahm erstmals der japanische Entwickler Team Ninja.
Die 24 unterschiedlichen Endgegner (u. a. der Skelettdinosaurier) können nur mit einer bestimmten Taktik besiegt werden. Sie erscheinen meistens am Ende eines Levels und werden durch eine Cutszene präsentiert. Im Laufe des Spieles erlernt die Spielfigur neue Angriffsfähigkeiten (Moves) und erhält zahlreiche Gegenstände. Der Lebens- und Manabalken in der linken Bildschirmhälfte kann durch den Gebrauch eines „Göttlichen Symbols“ verstärkt werden. Am Ende jedes Kapitels wird immer die sogenannte „Karma-Anzeige“ angezeigt. In dieser Anzeige erhält der Spieler Informationen über die Anzahl an besiegten Gegnern und die Dauer des Kapitels.
Der Spieler erhält im Spielverlauf mehrere Schriftrollen (z. B. die Kunst des Eissturms), die im Optionspunkt „Ninpo“ aufgeführt werden. Sobald der Spieler einer dieser Schriftrollen verwendet, erzielt diese einen magischen Angriff auf den Gegner. Während des Spieles findet der Spieler an verschiedenen Orten „Skarabäen“, die man bei dem Händler Muramasa eintauschen kann. Zudem haben die Entwickler die ersten drei NES-Episoden in das Hauptspiel integriert. Im „Master Ninja Tournament“ kann der Spieler per Xbox Live gegen andere Spieler antreten. Dieser Modus ist dem Spieler erst zugänglich, wenn der Story-Modus erstmals durchgespielt wurde.
Die Haupthandlung dieses Spieles ist einige Jahre vor den Ereignissen des Originaltitels (Ninja Gaiden aus dem Jahr 1989) angesiedelt. Eines Tages wird das Dorf der Hayabusa von dem vigurischen Reich, einer imperialistischen Nation, angegriffen und zerstört. Der Anführer dieser auf dem westasiatischen Kontinent liegenden Kultur ist Der Kaiser. Ihm untersteht ein Dämon namens Doku, der auch den Angriff auf das Ninjadorf anführte. Ryu Hayabusa will sich für den Tod seiner Freunde rächen und das „Dunkle Drachenschwert“ zurückbringen. Das Schwert wurde vor Urzeiten aus den Fangzähnen eines „schwarzen Drachen“ geschnitten und wird seit Generationen vom Hayabusa-Clan gehütet. Eine alte Legende besagt, dass dieses Schwert den Hass der Menschen absorbieren kann und diesen auf den Besitzer überträgt.
Ryu folgt den Angreifern als zunächst Blinder Passagier in einem Luftschiff über die Staatsgrenze und bringt das Gefährt direkt über Tairon, der Hauptstadt des vigurischen Reiches, zum Absturz. Hier kämpft er sich durch viele Stationen über Doku bis zum vigurischen Imperator hoch, den er in einem finalen Kampf besiegt.
Das Actionspiel war ein großer kommerzieller Erfolg für den Spieleentwickler Tecmo. Käufer und Spielekritiker haben das Spiel hauptsächlich gelobt. Henry Ernst, ein Redakteur des deutschen Spielemagazines GamePro, bezeichnet dieses Spiel als einen „frustig fordernden Action-Kracher“.

„Ein besseres Action-Spiel wird in der nächsten Zeit wohl kaum für die Xbox veröffentlicht.“

Die amerikanische Webseite GameSpot.com hat dem Spiel „9,4“ von 10 möglichen Punkten gegeben und es als „eines der besten Action-Adventure aller Zeiten“ bezeichnet. Die Kameraführung sowie der hohe Schwierigkeitsgrad wurden hingegen oft als Kritikpunkt verwendet. In den darauffolgenden Monaten erschienen zwei Updates (siehe Ninja Gaiden Black) und eine erweiterte Version von Ninja Gaiden.

### Ninja Gaiden Black
Ninja Gaiden Black erschien am 21. Oktober 2005 exklusiv für die Xbox. Diese Erweiterung beinhaltet die zwei Hurricane-Updates der Originalversion sowie einige weitere Neuerungen. Das erste Update mit dem Titel „Hurricane Pack Volume 1“ war per Xbox Live kostenlos verfügbar. Der Schwierigkeitsgrad der Originalversion wurde, durch eine höhere Anzahl an Gegnern, angehoben. Diese Änderung wurde von Käufern kritisiert, da das Originalspiel bereits einen anspruchsvollen Schwierigkeitsgrad besaß. Die Entwickler haben sich die Kritik von Käufern und Lesern angehört und eine Neuerung eingebaut. Der Spieler kann nun mit dem rechten Analogstick in den „Free-Camera-Modus“ schalten und die Kameraführung verändern.
Zudem sind in dem „Hurricane Pack 1“, als auch in Ninja Gaiden Black, neue Kostüme, Waffen (u. a. eine Stabwaffe) und Gegenstände enthalten. Die Rendersequenzen wurden dezent verändert und die Gegnerintelligenz wurde erweitert. Das zweite Update wurde unter dem Titel Hurricane Pack Volume 2 im Xbox-Live-Netzwerk veröffentlicht. Diese Aktualisierung bietet dem Spieler eine zusätzliche Kampagne, die in einem Zeitraum von 30 bis 40 Minuten zu bewältigen ist.
Das Update Ninja Gaiden Black besitzt zusätzlich zu den beiden Hurricane-Versionen zwei neue Schwierigkeitsgrade und einen Missions-Modus. Der erste Schwierigkeitsgrad ist unter dem Namen „Ninja-Dog-Modus“ anwählbar und soll Einsteigern bei der Bedienung helfen. Der sogenannte „Master-Ninja“-Schwierigkeitsgrad ist an erfahrene Spieler gerichtet. Im „Missions-Modus“ muss der Spieler 50 kleinere Aufgaben erfüllen. Nach 40 erfüllten Missionszielen erhält der Spieler einen neuen Level, der sich „Eternal Legend“ nennt.
Das Spiel wurde von Kritikern und Spielern gleichermaßen positiv aufgenommen. Das US-amerikanische Online-Magazin GameSpy bezeichnete Ninja Gaiden Black als ein „brandneues Spiel“ und lobte vor allem die verbesserte Kameraführung. Das US-amerikanische Spieleportal IGN.com vergab dem Spiel das Testurteil „Herausragend“ und wählte es auf den siebten Platz der „besten 25 Xbox Spiele aller Zeiten“. Das deutsche Videospiel-Magazin GamePro verlieh dem Spiel den goldenen „GamePro-Award“ (erhält ein Spiel ab einer Gesamtwertung von 85 %) und gab das folgende Testurteil: „Bockschweres Action-Adventure mit tollem Kampfsystem“.

### Ninja Gaiden Sigma
Ninja Gaiden Sigma ist die Umsetzung des Xbox-Titels Ninja Gaiden Black für PlayStation 3. Der Titel wurde am 14. Juni 2007 in Japan veröffentlicht, Nordamerika und Europa folgten am 3. und 6. Juli desselben Jahres.
Im Vergleich zur Xbox-Version wurde die PlayStation-Variante um drei zusätzliche Kapitel sowie weitere Gegnertypen erweitert. Zudem ist neben Ryu Hayabusa ein weiterer Charakter spielbar: In einigen Levelabschnitten kann die Dämonen-Jägerin Rachel gesteuert werden. Die deutsche Version des Spiels erhielt trotz Schnitten die USK-Einstufung „ab 18“.

### Ninja Gaiden 2
Nach den beiden Remakes Ninja Gaiden Black und Ninja Gaiden Sigma arbeitete Tecmo an einer Fortsetzung zu Ninja Gaiden, das exklusiv für die Xbox 360 erschien. Der Handlungsmodus schickt den Protagonisten durch Schauplätze in Tokio, Venedig, Moskau, New York, Brasilien und auf den Berg Fuji. Das Spiel beinhaltet vier Schwierigkeitsgrade. Technologisch gesehen fußt Ninja Gaiden 2 auf einer Engine, die „von Grund auf für die Xbox 360 entwickelt wurde“. Der europäische Releasetermin für das Spiel wurde für den 6. Juni 2008 angesetzt. Am 22. April 2008 wurde dem Spiel aufgrund des hohen Gewaltgrades die Freigabe durch die USK verweigert. Microsoft entschied sich daher, das Spiel nicht in Deutschland zu veröffentlichen.

### Ninja Gaiden Sigma 2
Wie bereits der Vorgänger ist auch Sigma 2 eine erweiterte Umsetzung der Xbox-360-Variante für PlayStation 3. Der Titel erschien am 29. September 2009 zunächst in Nordamerika. Die Veröffentlichungen in Japan und Europa folgten am 1. und 2. Oktober.
Im Vergleich zur Version auf Xbox 360 stehen bei der PlayStation-3-Variante drei zusätzliche spielbare Charaktere zur Verfügung, darunter Ayane aus der Dead-or-Alive-Serie. Zudem wurden neben kleineren Veränderungen im Spielablauf neue Gegner und Endgegner integriert sowie ein Online-Kooperationsmodus hinzugefügt.
Anderes als die Xbox-360 Version, erhielt Ninja Gaiden Sigma 2 in Deutschland eine Freigabe durch die USK. Dies beruht darauf, dass der Gewaltgrad in der PlayStation-3-Umsetzung stark zurückgefahren wurde (weltweit).

### Ninja Gaiden: Dragon Sword
Ninja Gaiden: Dragon Sword erschien für den Nintendo DS. Der ausführende Entwickler Tomonobu Itagaki hat in einer Befragung bestätigt, dass die Handlung sechs Monate nach den Ereignissen von Ninja Gaiden spielen wird. Der Protagonist wird mit dem Stylus-Stift des Nintendo DS in die jeweilige Richtung gesteuert. Auf dem zweiten LC-Bildschirm wird eine Missionskarte eingeblendet, die dem Spieler die Orientierung im Spiel erleichtern soll. In den USA erschien das Spiel am 25. März 2008. Die EU-Veröffentlichung war am 26. Juni 2008. Es gibt auch im Nintendo-Kanal über die Nintendo Wii eine Demo zum Herunterladen.

### Ninja Gaiden 3: Razor’s Edge
Ninja Gaiden 3: Razor’s Edge wurde von Tecmos Entwicklungsabteilung Team Ninja entwickelt. Ursprünglich erschien das Spiel in Europa am 11. Januar 2013 exklusiv für die Nintendo Wii U, jedoch waren die Einnahmen viel zu gering, worauf hin Tecmo sich dazu entschied, das Spiel im April 2013 auch für die PlayStation 3 und Xbox 360 zu veröffentlichen. In Deutschland ist das Spiel aufgrund seines zu gewalttätigen Inhaltes nie erschienen. Die Hauptrolle im Spiel ist der bereits aus Ninja Gaiden und Dead or Alive bekannte Meisterninja Ryu Hayabusa. Das Spiel beschäftigt sich mit der menschlichen Seite von Ryu Hayabusa, als dieser von einem Fluch befallen wird, welcher den kompletten Spielverlauf beeinflusst.